# The King of Fighters XV
The King of Fighters XV (ザ・キング・オブ・ファイターズ XV?, Za Kingu Obu Faitāzu XV) è un picchiaduro a incontri della SNK. È il quindicesimo titolo della serie The King of Fighters ed è uscito a febbraio 2022 per PlayStation 4, PlayStation 5, Xbox Series X e Microsoft Windows.
È il primo gioco del franchise ad avere più finali simultanei. Oltre a quelli canonici dei vari team, scegliendone alcuni specifici, questi avranno dei finali speciali, nonché il primo dove gli antagonisti sono di sesso femminile.

## Personaggi
Segue l'elenco delle squadre e personaggi giocabili:
Team Eroi
- Shun'ei
- Meitenkun
- Benimaru Nikaido

Team Tesori consacrati
- Kyo Kusanagi
- Iori Yagami
- Chizuru Kagura

Team Furia fatale
- Terry Bogard
- Andy Bogard
- Joe Higashi

Team Arte della lotta
- Ryo Sakazaki
- Robert Garcia
- King

Team Orochi
- Yashiro Nanakase
- Chris
- Shermie

Team Ikari
- Leona Heidern
- Ralf Jones
- Clark Still

Team Agente segreto
- Blue Mary
- Vanessa
- Luong

Team Super eroina
- Mai Shiranui
- Athena Asamiya
- Yuri Sakazaki

Team G.A.W. (Galaxy Antonov Wrestling)
- Antonov
- King of Dinosaurs
- Ramon

Team Rivale
- Isla
- Heidern
- Dolores

Team K'
- K'
- Whip
- Maxima

Team Krohnen
- Krohnen McDougall [4]
- Angel
- Kula Diamond

Team Ash
- Ash Crimson
- Elisabeth Blanctorche
- Kukri

DLC:
Team Garou: il marchio dei lupi (17/3/22)
- Rock Howard
- Gato
- B. Jenet

Team South Town (17/5/22)
- Geese Howard
- Billy Kane
- Ryuji Yamazaki

Team Orochi risvegliato (8/8/22)
- Orochi Yashiro
- Orochi Shermie
- Orochi Chris

Team Samurai (4/10/22)
- Haohmaru
- Nakoruru
- Darli Dagger

Personaggi singoli
- Ωmega Rugal (gratuito, 14/4/22)
- Shingo Yabuki (17/1/23)
- Kim Kaphwan (4/4/23)
- Sylvie Paula Paula (16/5/23)
- Goenitz (gratuito, 20/6/23)
- Najd (8/8/23)
- Duo Lon (12/9/23)
- Hinako Shijo (14/11/23)
- Vice (12/12/24)
- Mature (12/12/24)

Bosses
- Re-Verse
- Otoma=Raga

I Team o squadre non sono soltanto quelle predefinite elencate qui sopra; è infatti possibile formarne altri, ad esempio: 
- Team I discepoli di Tung Fu Rue: Terry Bogard, Andy Bogard e Shun'ei
- Team Bellezza senza tempo: Mai Shiranui, Chizuru Kagura e Luong
- Team Ikari di prima generazione: Heidern, Ralf Jones e Clark Still

Altri sono stati aggiunti con i DLC:
- Team Pivelli: Rock Howard, Shun'ei, Isla.
- Team Fiamme del destino: Kyo Kusanagi, Iori Yagami, Orochi Chris.
- Team Yagami: Iori Yagami, Vice, Mature.

Durante l'EVO di agosto 2022, un portavoce della SNK ha rivelato che nel 2023 usciranno come DLC singoli i personaggi Shingo Yabuki e Kim Kaphwan, a essi si aggiungerà il supporto crossplay. Durante l'EVO di luglio 2024 sono stati presentati i DLC dei personaggi Vice e Mature in uscita a dicembre 2024.

## Sviluppo
Il gioco è stato annunciato durante l'Evo 2019 da parte della SNK.

## Promozione
Come promozione del gioco, il direttore anime Masami Ōbari (che già aveva contribuito su Fatal Fury: The Motion Picture, e aveva progettato il picchiaduro Voltage Fighter Gowcaizer) ha annunciato che è all'opera una breve serie anime basata sulla serie. Dopo un primo annuncio per l'uscita prevista nel 2020, nel tardo dicembre 2019 il game director Yasuyuki Oda (che già era stato game director di KoF XIV) ed Eisuke Ogura (che era stato direttore artistico fin dal The King of Fighters 2001, soprattutto come illustratore per Kof XIII e XIV) hanno slittato la data di pubblicazione nel 2021. Per via della pandemia globale SNK ha confermato che la data di uscita di KoF XV è stata rimandata al 2022.